# Моригеровский, Алексей Никифорович
Алексей Никифорович Моригеровский (ок. 1832 — ?) — российский педагог и революционер.

## Биография
Родился около 1832 года в Тульской губернии. Был учителем Пермской духовной семинарии. Участвовал в деятельности революционного кружка во главе с А. И. Иконниковым, известного как Пермское тайное общество. В июле 1861 года, за распространении антиправительственной прокламации «Послание старца Кондратия» и организацию кружка семинаристов, был уволен со службы и выслан под надзор полиции в город Тотьма Вологодской губернии. В феврале 1866 года получил разрешение на повсеместное (кроме столиц) проживание, в 1871 году освобождён от надзора.
Его брат Александр Моригеровский преподавал сначала словесность в Пермской духовной семинарии, затем русский язык в Санкт-Петербурге — в Технологическом институте (1860—1862) и в женском учебном заведении